# 石繕滎
石繕滎（英語：Jojo Shek），香港电影剪接師，曾凭借《正義迴廊》获得香港电影金像奖最佳剪接奖。

## 作品
- 《正義迴廊》（2022）
- 《爸爸》（2024）
- 《山莊日記》（2024）